# Пам'ятники Іванові Франку
Ця стаття про пам'ятники Іванові Яковичу Франку в різних містах України та за кордоном, зокрема, і для візуального ознайомлення з ними. Монументи Франкові — поету, письменнику, вченому-енциклопедистові, громадському діячеві встановлені переважно на заході України (в першу чергу, в Галичині), де він жив і працював, однак є і в інших містах по всій країні й навіть за кордоном (Відень, Ліпік).
Чи не найбільше пам'ятників, погрудь, пам'ятних знаків і меморіальних дощок на честь Івана Франка в області, названій на його честь — на Івано-Франківщині.

## Україна

### Київ
У Києві декілька пам'ятників Іванові Франкові:
1. Пам'ятник Іванові Франку на площі Івана Франка біля Національного академічного драматичного театра імені Івана Франка;
2. Пам'ятник на території Міжрегіональної академії управління персоналом на проспекті Валерія Лобановського.
3. Погруддя на станції київського метро «Університет»
4. Микола Марченко. Іван Франко. 1980. 215×95×105 cм. Гіпс. Київський творчо-виробничий комбінат "Художник" НСХУ

Пам'ятник біля Національного драмтеатру ім. Франка
Пам'ятник на території МАУП
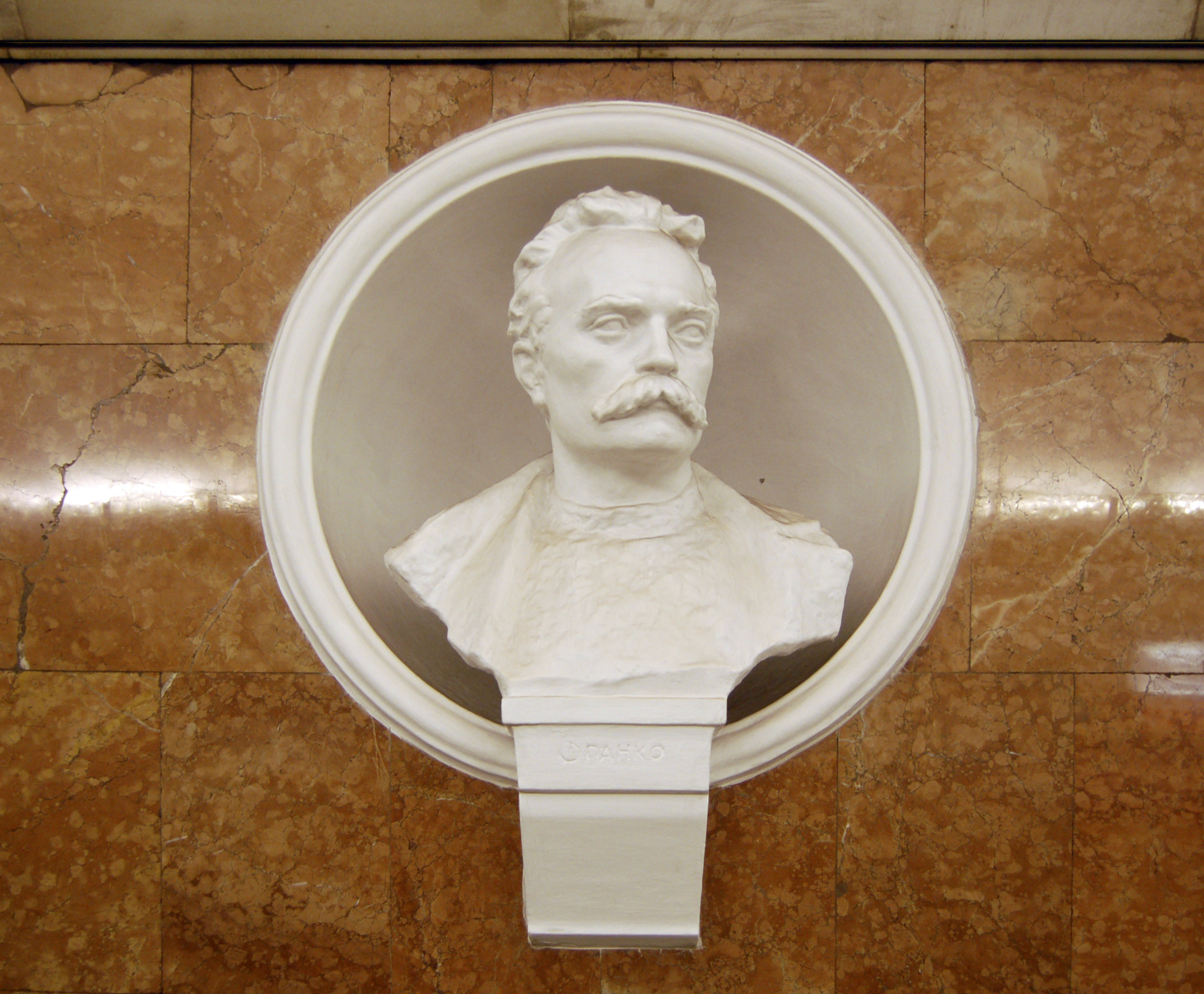
Погруддя на станція метро «Університет»
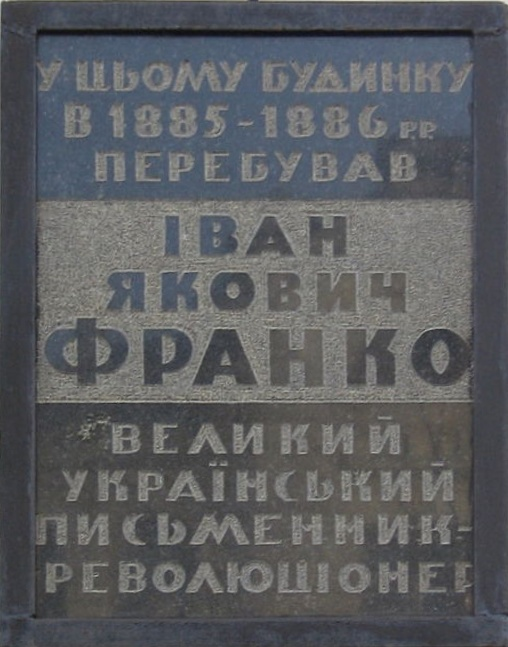
Меморіальна дошка на будинку на вулиці Хмельницького, де жив Франко

### Автономна Республіка Крим
- Євпаторія. Погруддя Каменяру встановлено в парку ім. Івана Франка.
- Сімферополь. Пам'ятник Іванові Франку встановлено на однойменному бульварі в грудні 1998 року до 215-річчя міста коштом міського голови Єрмака та колективу «Сімкомунсервісу» на чолі з його директором Гончаренком.

Погруддя Франку в Сімферополі

### Вінницька область
- Вінниця. Погруддя Івану Франку встановлено на алеї на території Вінницького державного педагогічного університету.

Погруддя Франкові у Вінниці

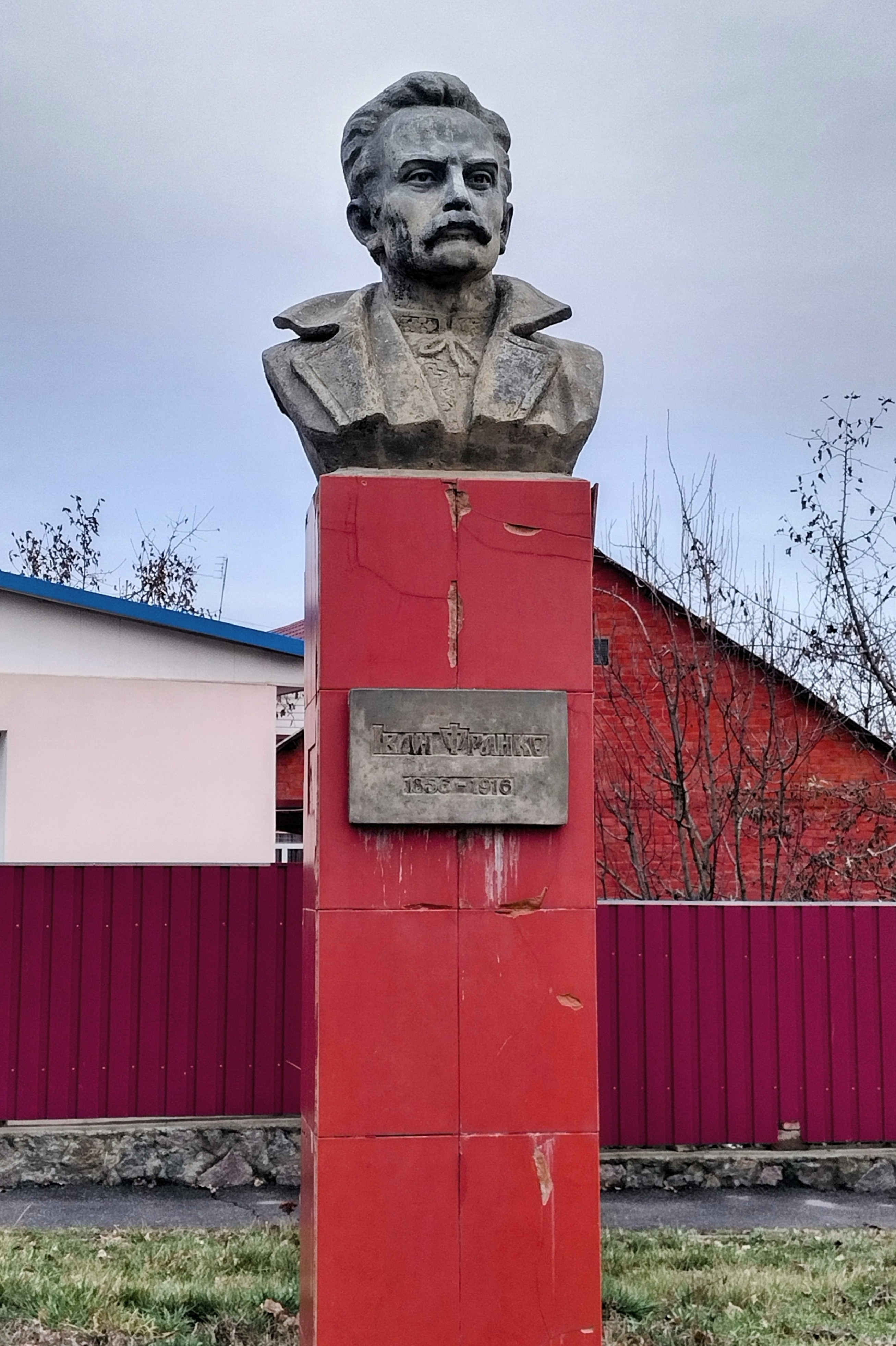
Немирів. Погруддя Івану Франку встановлено на розі вулиць Соборна і Польова 23 серпня 2011 року.   - Погруддя Івану Франку в Немирові

### Волинська область
- Ковель. Погруддя встановлене на фасаді Палацу учнівської молоді ім. І.Франка.

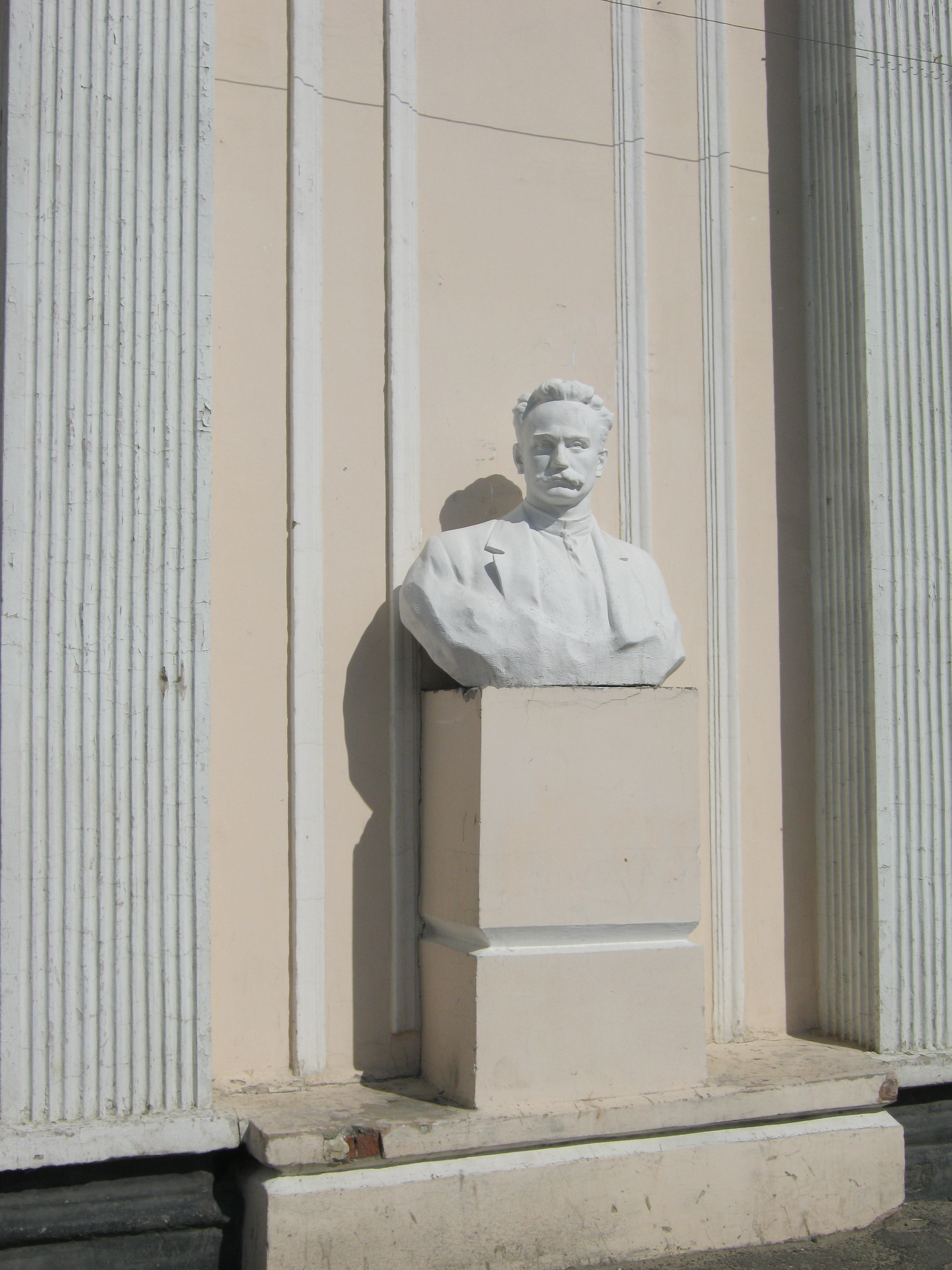
Погруддя Івана Франка в Ковелі

### Дніпропетровська область
- Дніпро. Погруддя Івану Франку встановлено в ніші на фасаді Дніпровського академічного драмтеатру у 1993 році. Скульптор - К.Чеканьов.

### Донецька область
- Донецьк. Пам'ятник Іванові Франку встановлений на бульварі Франка у 1957 році.

### Житомирська область
- Житомир

Погруддя Франкові у Житомирі
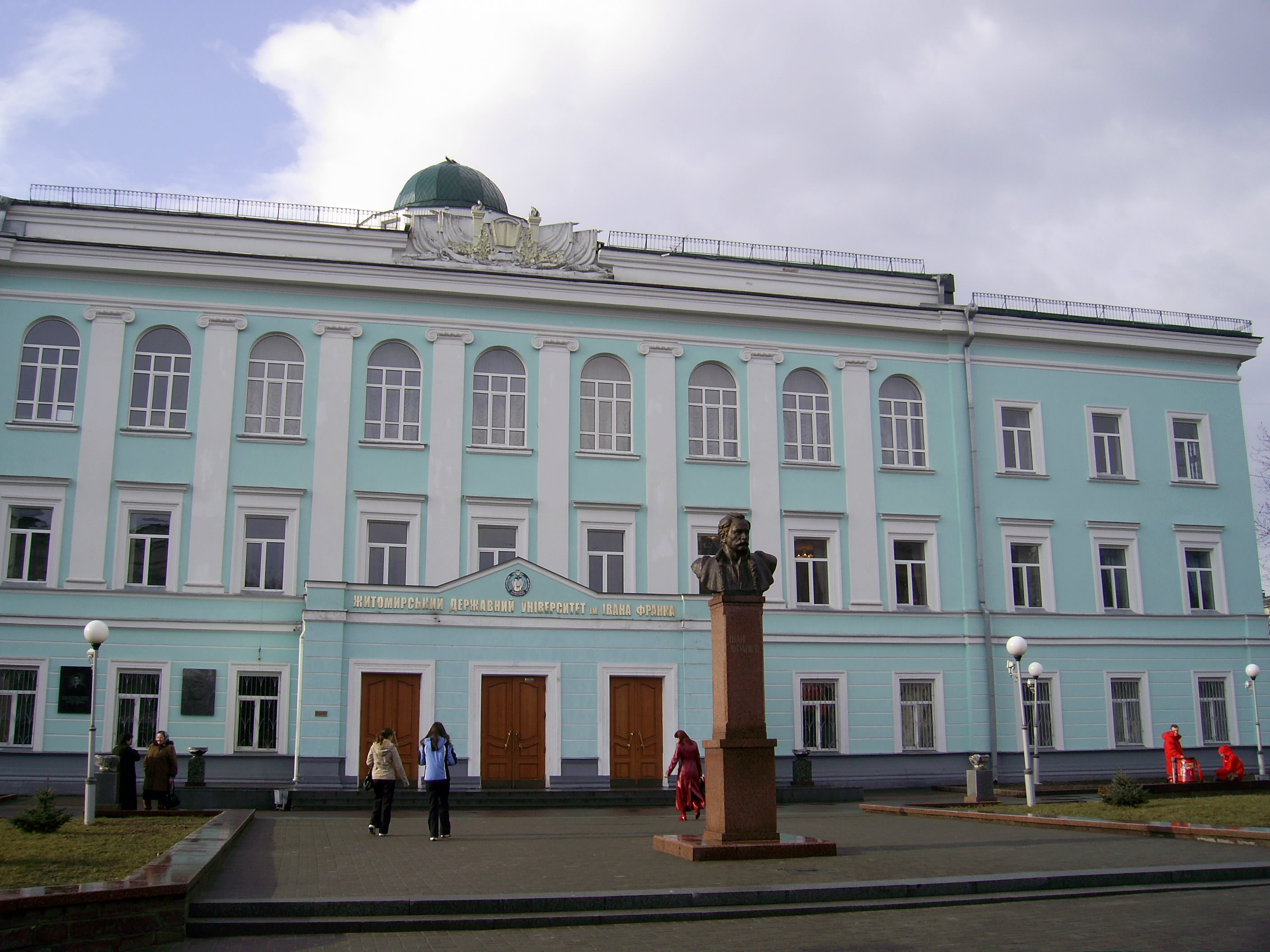
Панорамний вид на пам'ятник

### Запорізька область
- Мелітополь

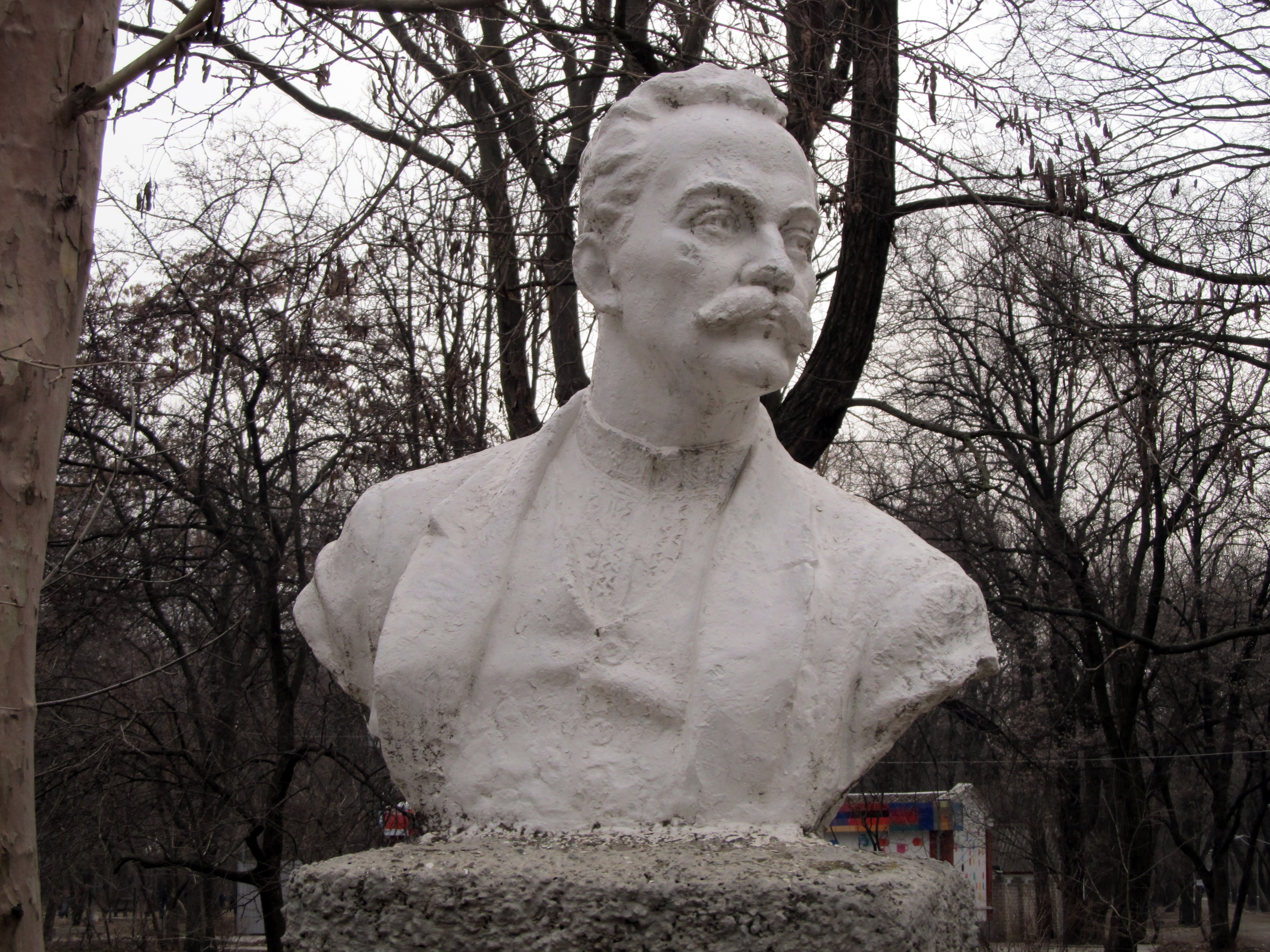
Погруддя в Новоолександрівському парку

### Івано-Франківська область
- Івано-Франківськ. Пам'ятник Іванові Франку був поставлений в центрі Івано-Франківська — на вулиці Незалежності, 40 у 1995 році. Автори пам'ятника — скульптори Любомир Яремчук та Микола Посікіра[1]. В місті є також погруддя Франка на однойменній вулиці (1978 рік; автор Анатолій Болюк).

Погруддя на вулиці Івана Франка
Погруддя на вулиці Є. Коновальця

- Болехів. У місті Болехові пам'ятник Франкові встановлено 2006 року. Автор — Василь Ярич.

Болехівський Франко

- Калуш. У Калуші 3 пам'ятники Франкові:

1. У 1956 році в сквері, в центрі міста, на вулиці Степана Бандери, на постаменті пірамідальної форми, встановлено погруддя І. Франка. Здійснено реконструкцію в 1964 році. Автор — скульптор Й. Николишин;
2. У Підгірках у 1956 році до 100-річчя від дня народження Івана Франка праворуч від місцевого клубу встановлено погруддя письменника. Реконструкція — 1979 і 1996 роки. Автор: Я. Чайка.
3. У Підгірках у 2006 році до 150-річчя від дня народження Івана Франка встановлено погруддя. Автор — І. Сенак.

- Коломия. 27 серпня 2012 року на 156 річницю було відкрито Пам'ятник Іванові Франку (Коломия).

Пам'ятник Іванові Франку в Коломиї

- Косів. У 1956 році на честь 100-річчя від дня народження Івана Франка в Косові біля Народного дому (вул. Грушевського, 1) відкрито погруддя письменника (автори І. Николишин та М. Обрезюк). У 1997 році здійснено його реконструкцію.
- Надвірна. У 1958 році в міському парку імені Івана Франка встановлено бюст Каменяра на прямокутному постаменті. 1986 року здійснено його реконструкцію.
- Рогатин. У 1992 році в Рогатині на майдані біля кінотеатру імені Івана Франка (нині розважальний центр «Кураж») відкрито бронзовий пам'ятник великому Каменяру. Пам'ятник зведено на пожертви жителів Опілля, різних організацій.

Пам'ятник Івану Франку в Рогатині

- Тисмениця. Пам'ятник Іванові Франку в Тисмениці на вулиці Вербовій, 9 встановлений у 1991 році.
- Верховина. У селищі Верховині до 115-ї річниці від дня народження поета 1971 року відкрито пам'ятник Каменяру. Автор: О. Манелюк.
- Вигода (Долинський район). У 2004 році на вул. Данила Галицького селища Вигода побудовано один з найкращих в області пам'ятників Каменяреві. Його відкриття приурочено до 120-річного ювілею від дня заснування населеного пункту. Автор — П. Штаєр.

Пам'ятник Франкові у Вигоді

- Делятин (Надвірнянський район). У 1962 році було відкрито пам'ятник Каменяреві (скульптор А. Лендьєр). У вересні 2004 року делятинці встановили на його місці новий пам'ятник авторства Володимира Довбенюка.
- Єзупіль (Тисменицький район). Один з найкращих в області пам'ятників Каменяреві стоїть у сквері на вулиці Бандери навпроти Народного дому селища Єзупіль. Відкрито його у червні 2000 року на кошти колишнього вчителя Єзупільської школи Володимира Войцюка, котрий живе у Нью-Йорку (США). Автор — Володимир Довбенюк.

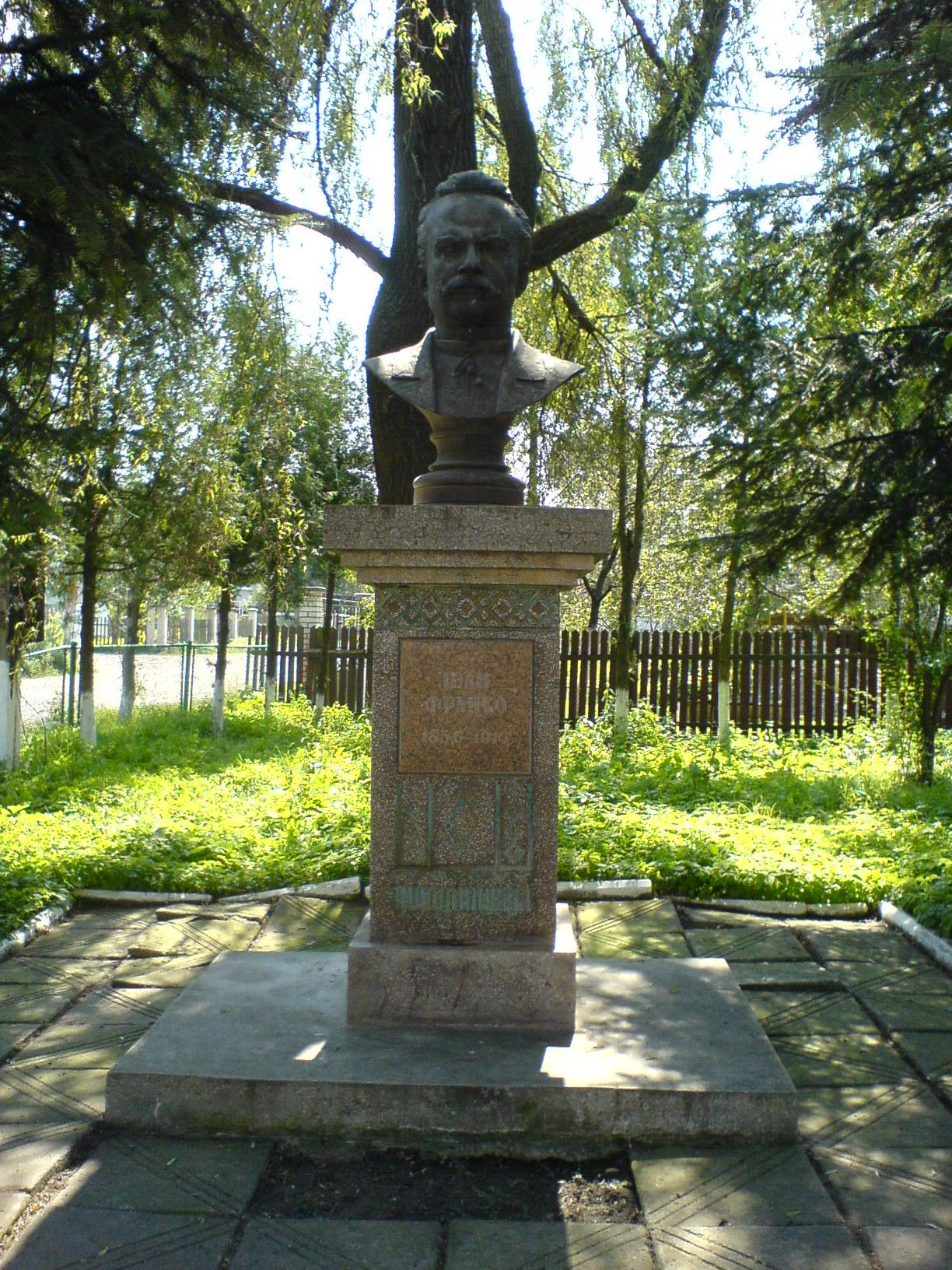
Погруддя Франкові в Єзуполі

- Заболотів (Снятинський район). У 1954 році в Заболотові відкрито погруддя письменника на постаменті у вигляді зрізаної піраміди.
- Рожнятів. З нагоди 110-річчя від дня народження Франка (1966) у Рожнятові на вулиці Д. Вітовського встановлено пам'ятник Каменяреві. Автор — Й. Николишин.

Рожнятівський пам'ятник Франкові

- Яблунів (Косівський район). Погруддя Івана Франка в смт Яблуневі встановлене біля селищного будинку культури підприємства «Гуцульщина» в 1967 році[2].

Погруддя Івана Франка в Яблуневі

- Белелуя (Снятинський район). Скульптурне погруддя Каменяра виготовлене з цементу і мармурової крихти, встановлене з нагоди 102-ї річниці від дня народження поета (1958). Автор — А. Скиба.
- Голинь (Калуський район). У центрі села в годовщину народження письменника 27 серпня 2000 року відкрито пам'ятник Іванові Франку. Він спорудженний на кошти уродженця села Миколи Жекеля, який емігрував до Канади. В листі до односельців меценат написав: «Хай назавжди красується постать гіганта праці в моєму рідному Голині». Автор — Ярослав Скакун.
- Дорогів (Галицький район). Пам'ятник Франкові в Дорогові споруджений у вересні 1993 року, і являє собою погруддя Каменяра на гранітному постаменті.
- Заланів (Рогатинський район). Погруддя Івана Франка відкрито в 1959 році.
- Іваниківка (Богородчанський район). Погруддя Франка в Іваниківці встановлено 1969 року (реставрація 2003 року). Автор І. Ткачук.
- Іллінці (Снятинський район). 14 червня 1982 року на честь геніального письменника на подвір'ї місцевої школи відбулося відкриття бюсту І. Франка. Автори — А. Лендьєл, О. Железняк.
- Корнич (Коломийський район). 3 вересня 1989 року в Корничі відбувся перший відновлений фестин, на якому було зібрано 1477 крб. добровільних внесків на спорудження пам'ятника Великому Каменяреві у селі. Організатором побудови пам'ятника був місцевий осередок НРУ, керівник якого — Михайло Антонюк. Пам'ятник виготовлено з цементу, його автор — львівський скульптор Теодор Штокаль.
- Красноставці (Снятинський район). 4 червня 1961 року відкрито пам'ятник Іванові Франкові. Це погруддя письменника на високому триступінчастому постаменті.
- Криворівня (Верховинський район). У селі, де бував Іван Франко й працює його музей, поруч з його приміщенням є пам'ятник-погруддя, відкритий 1981 року. Автор — Яків Чайка.

Пам'ятник-погруддя в Криворівні

- Лолин (Долинський район). 15 травня 1956 року до 100-річчя від дня народження поета на місці хати Рошкевичів, у якій зупинявся Франко, в центрі села, поруч із церквою святого Михаїла, відкрито пам'ятник Каменяреві. У 1986 році пам'ятник замінили на нове погруддя з кованої міді на високому отинькованому постаменті (автор Я. Чайка).
- Малий Ключів (Коломийський район). Пам'ятник Іванові Франку в цьому селі відкрито 21 вересня 2003 року, на храмове свято. Спонсором цього пам'ятника був уродженець села Василь Кушляк, який тепер проживає на Дніпропетровщині. Скульптори пам'ятника — львів’яни Володимир Сиротюк та Василь Гурман.
- Підпечери (Тисменицький район). Пам'ятник Іванові Франку в селі Підпечери було відкрито 1965 року. Автор — А. Болюк.
- Помонята (Рогатинський район). У 1994 році відкрито пам'ятник Іванові Франкові — це постать в граніті з написом «Я син народу, що в гору йде». Автор — Б. Амбіцький.
- Поточище (Городенківський район). Громада села ще в 1926 році на зі́брані гроші спорудила улюбленому поетові скромний пам'ятник у формі піраміди. В 1956 році з нагоди 100-річчя від дня народження І. Франка, та в 1982 році він був реконструйований — первісну основу підправили, в нішу вставили погруддя Каменяра і зробили напис: «Іван Франко. 1856–1916».
- Руда (Рогатинський район). Напередодні 130-річчя від дня народження поета 1985 року біля школи замість спорудженого в 1961 році відкрили новий пам'ятний знак на честь Каменяра. Автор — Б. Амбіцький.
- Слобода (Коломийський район). У селі 2 пам'ятники:
  - В урочищі Фабрика. Один з перших пам'ятників Іванові Франкові на Прикарпатті й у світі — 1936-го року. Ініціатором його встановлення був уродженець села, польський письменник і етнограф Станіслав Вінценз. Під час перебування на Гуцульщині він познайомився з видатним письменником і так захопився силою його духу, що вирішив спорудити у рідній Слободі пам'ятник. У 1936 році Вінценз за відповідну плату попросив односельців знайти в горах велику кам'яну брилу й витесати з неї обеліск. На мармуровій таблиці місцевий каменяр Василь Остап'як латинськими літерами викарбував напис: «Вірю в силу духа» і далі — польською мовою «Пам'яті Івана Франка, сина цієї землі». Під час Другої світової війни мадярські вояки розбили дошку. В 1944 р. фольклорист Іван Прокопів домігся поновлення пам'ятника. Напис викарбували вдруге, тільки латинські букви замінили кириличними.
  - біля школи, встановлений у 1993 році.
- Тенетники (Галицький район). 25 серпня 1996 року погруддя Івана Франка на невисокому п'єдесталі освячено у селі Тенетниках.
- Товмачик (Коломийський район). Пам'ятник Іванові Франку в селі споруджено з ініціативи жителів села Василя Свірнюка, Григорія Венгренюка, Миколи Березовського. Кошти на пам'ятник зібрали з концертних виступів. Відкрито пам'ятник 20 жовтня 1957 року. Згодом його перенесено на інше місце; тепер він — біля медамбулаторії.
- Узин (Тисменицький район). Пам'ятник Франкові встановлено на честь 140-річчя з дня народження Івана Франка (1996). Розташований він поруч із символічною могилою героїв, які полягли за волю України, на вулиці Івана Франка.
- Чернятин (Городенківський район). У 1962 році біля Народного дому урочисто відкрито погруддя письменника на двоступінчастому постаменті із викарбуваним написом: «Іван Франко. 1856–1916».
- Черче (Рогатинський район). Погруддя Франкові встановлено з нагоди 100-річчя від дня народження поета (1956 рік). Автор — В. Щербаненко.
- Чесники (Рогатинський район). Погруддя Франкові встановлено в 1958 році. Автор — аматор-модельник Володимир Олександрович Щербаненко (22.11.1925 — 10.02.1993), який виконував шрифтові роботи в районній художній майстерні, створеній райкомом КПУ. Щербаненку належить ряд копій із бюстів невідомих скульпторів Т. Шевченка, І. Франка, які були відлиті в гіпсі і встановлені в багатьох селах Рогатинського та прилеглих районів Івано-Франківської області.
- Шешори (Косівський район). В день 550-річного ювілею Шешор 1995 року для увічнення пам'яті І. Франка перед сільською радою на вулиці Степана Бандери на квадратній гранітній тумбі встановлено високу прямокутну стелу із чорного граніту. У верхній її частині поміщено барельєфне зображення письменника в овальному обрамленні. Ініціатором побудови пам'ятника є Дмитро і Оксана Ткачуки (уродженці села), автор — львівський художник скульптор Василь Гурман, співавтор інженер Іван Тимчук.

Стела з барельєфом Франка в Шешорах

- Яблунів (Галицький район). Пам'ятник Франку в Яблуневі встановлено у сквері села на відзначення 100-річчя від народження поета (1956).
- Ясенів-Пільний (Городенківський район). До 100-річного ювілею (1956 рік) встановлено бюст Каменяра. У 1992 році селяни провели його реконструкцію.
- Ясень (Рожнятівський район)

### Луганська область
- Сєвєродонецьк. Сєвєродонецький пам'ятник-погруддя — один з небагатьох на Сході України — встановлений у 1956 році в сквері біля Сєвєродонецького міського театру драми.

Погруддя Франка в Сєвєродонецьку

### Львівська область
- Львів. Львівський пам'ятник Каменяру розташований у Парку імені Івана Франка на вулиці Університетській, навпроти центрального корпусу Львівського університету). Відкритий пам'ятник у 1964 році. Споруджений у стилі радянського фундаменталізму, скульптори — Валентин Борисенко, Дмитро Крвавич, Еммануїл Мисько, Василь Одрехівський, Яків Чайка.

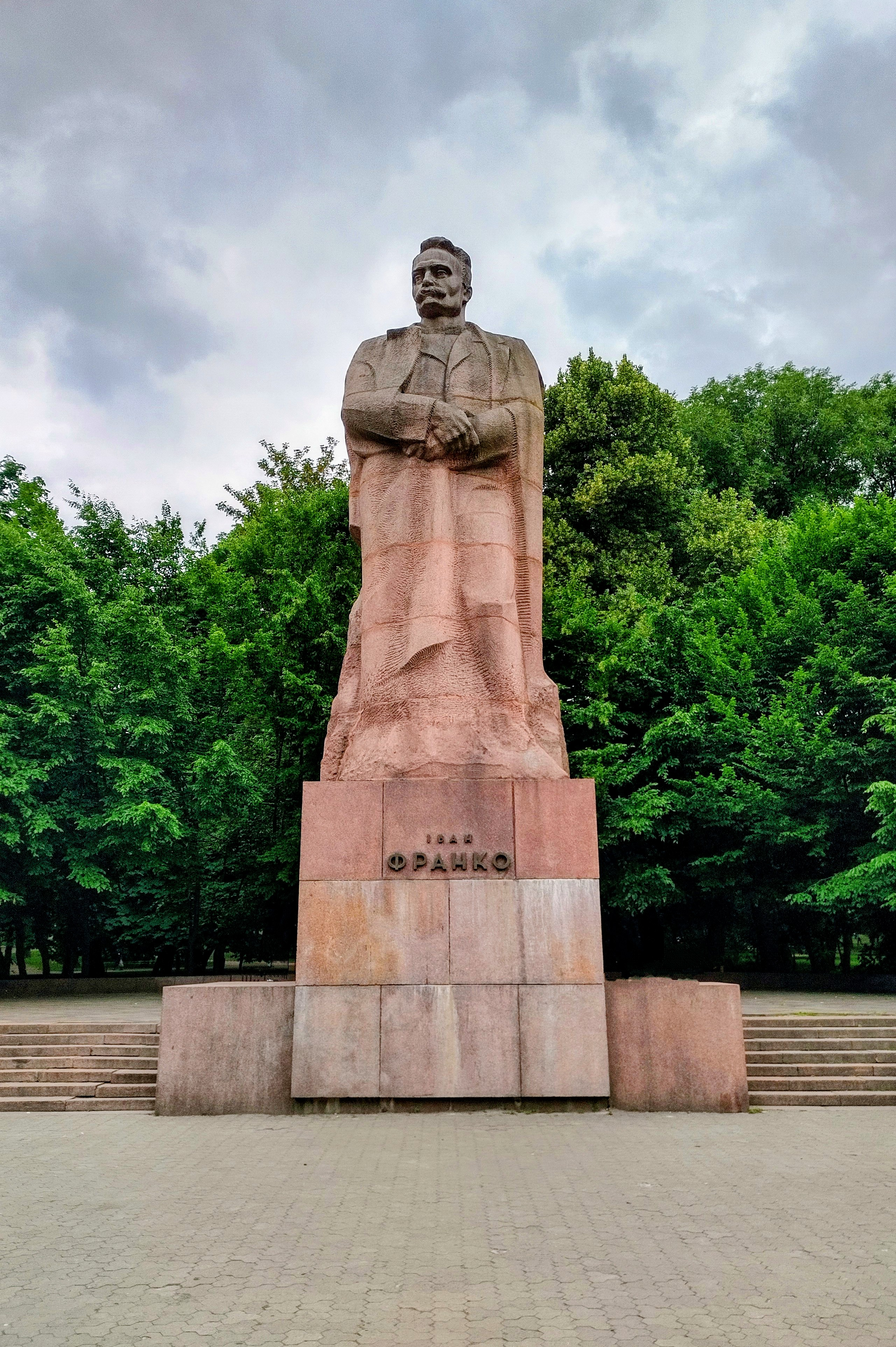
Пам'ятник Іванові Франку у Львові
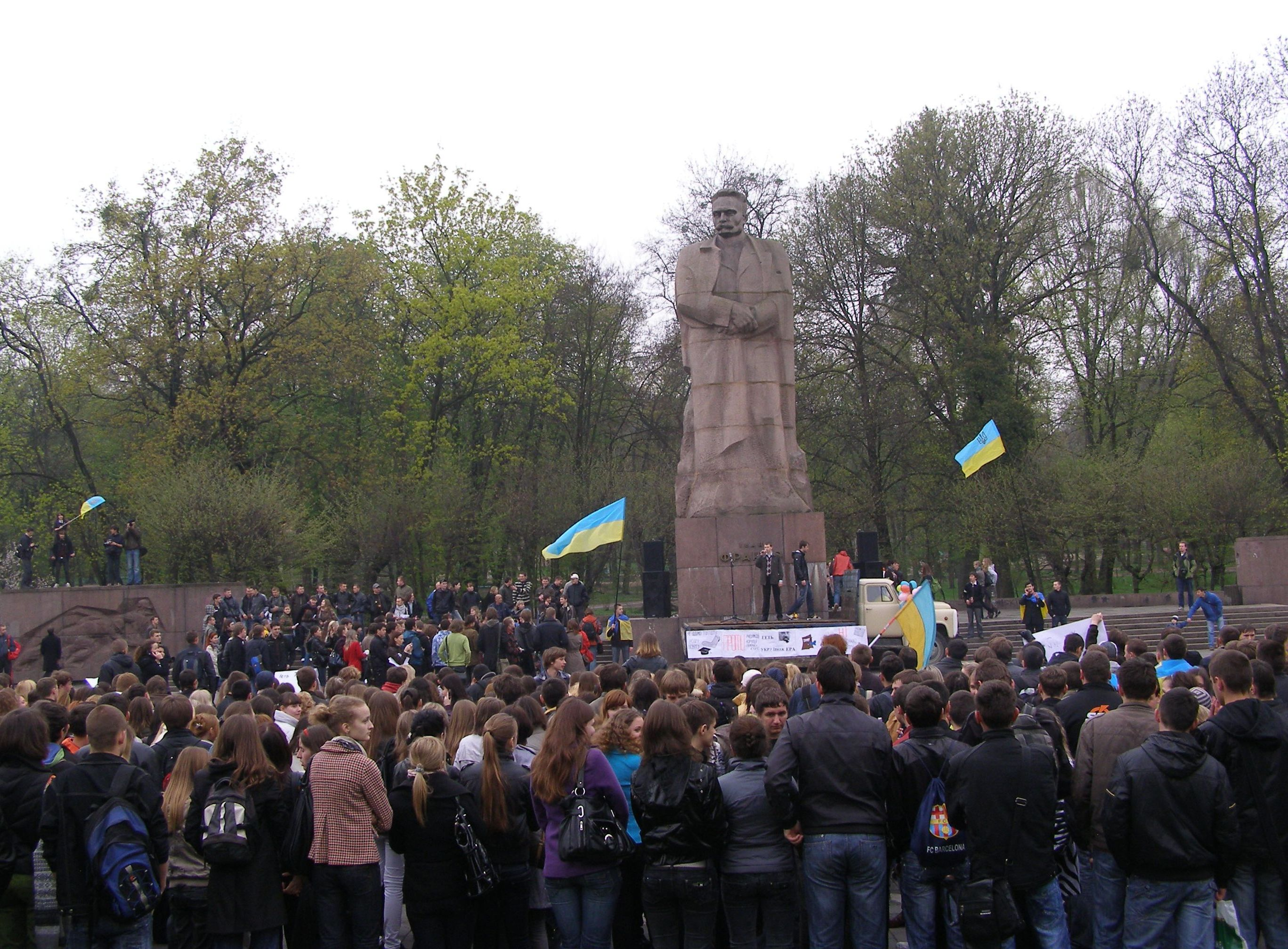
Демонстрація коло пам'ятника
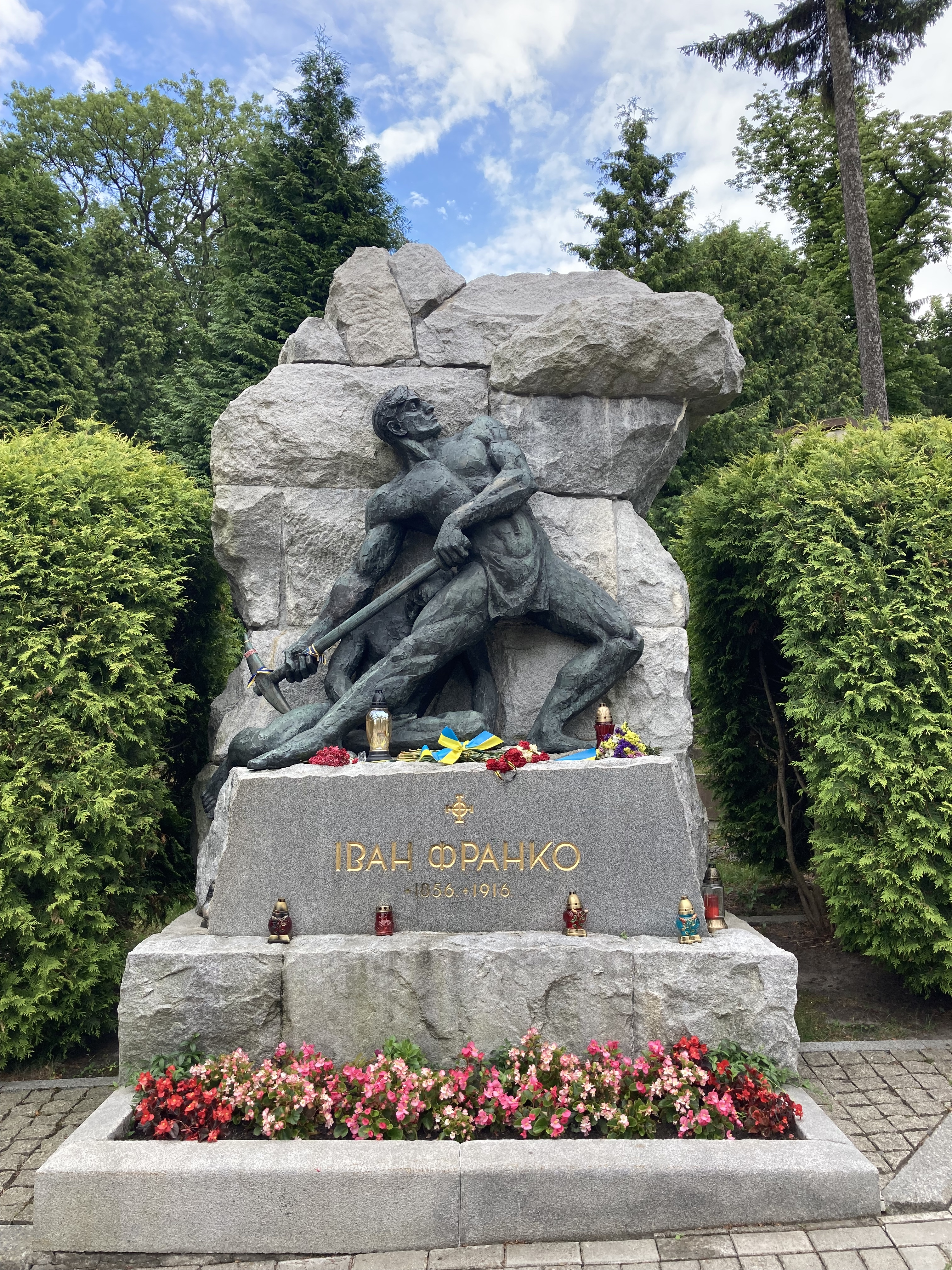
Пам'ятник Івану Франку на Личаківському цвинтарі

Березина (Миколаївський район). Погруддя відкрите 1996 року. Автори - скульптор І.Самотос, архітектор В. Каменщик. Матеріал - бронза, мармурова крихта.   - Пам'ятник Франкові в Березині
- Борислав. Пам'ятник Іванові Франку встановлено у 1958 році.

Пам'ятник Іванові Франку в Бориславі

- Броди. Пам'ятник Франкові встановлений 1966 року на вулиці, що носить його ім'я. Скульптор Я. Чайка. Матеріал - мармурова крихта.

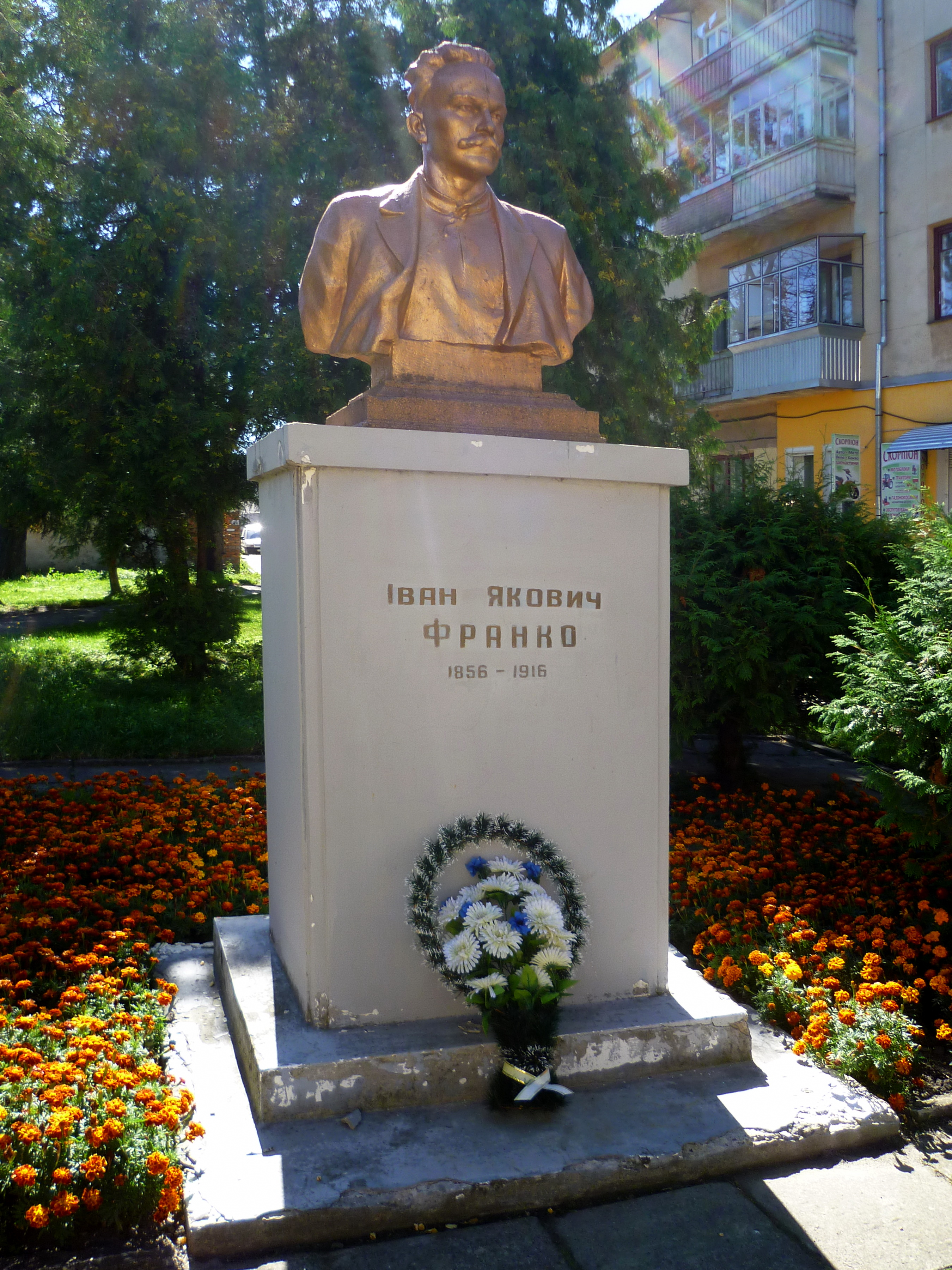
Бродівський пам'ятник Франкові

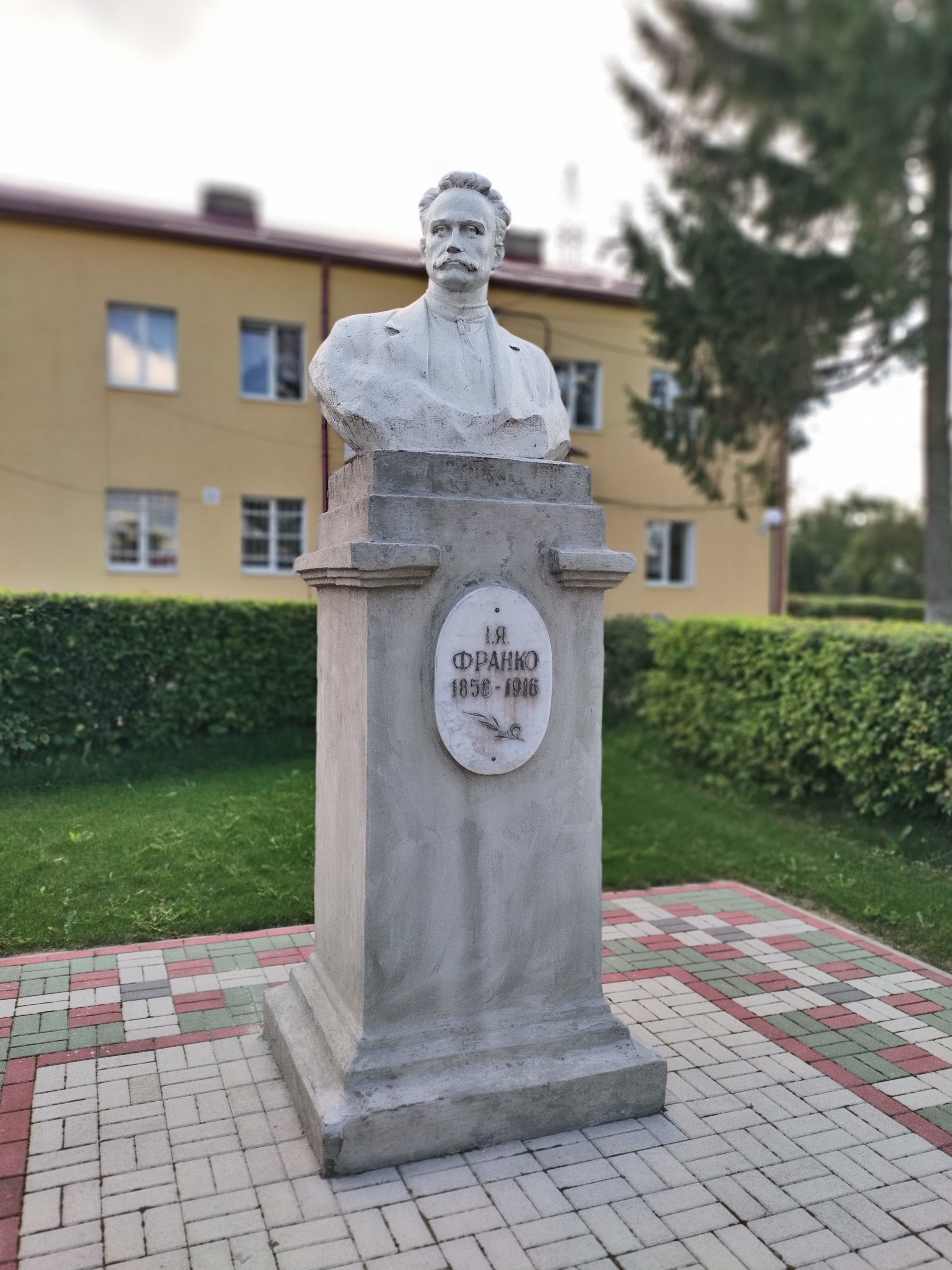
Винники. Пам'ятник Франкові встановлений у серпні 1956 р. на вулиці Шевченка. За наказом директора тютюнової фабрики Лариси Вербицької у 1973 р. розвалено і заховано (у складське приміщення фабрики) пам'ятник І. Франку. Повторно відкритий 1978 р. перед корпусом СЗШ № 47 по вул. Галицькій, 54.[3]   - Погруддя Івану Франку у Винниках

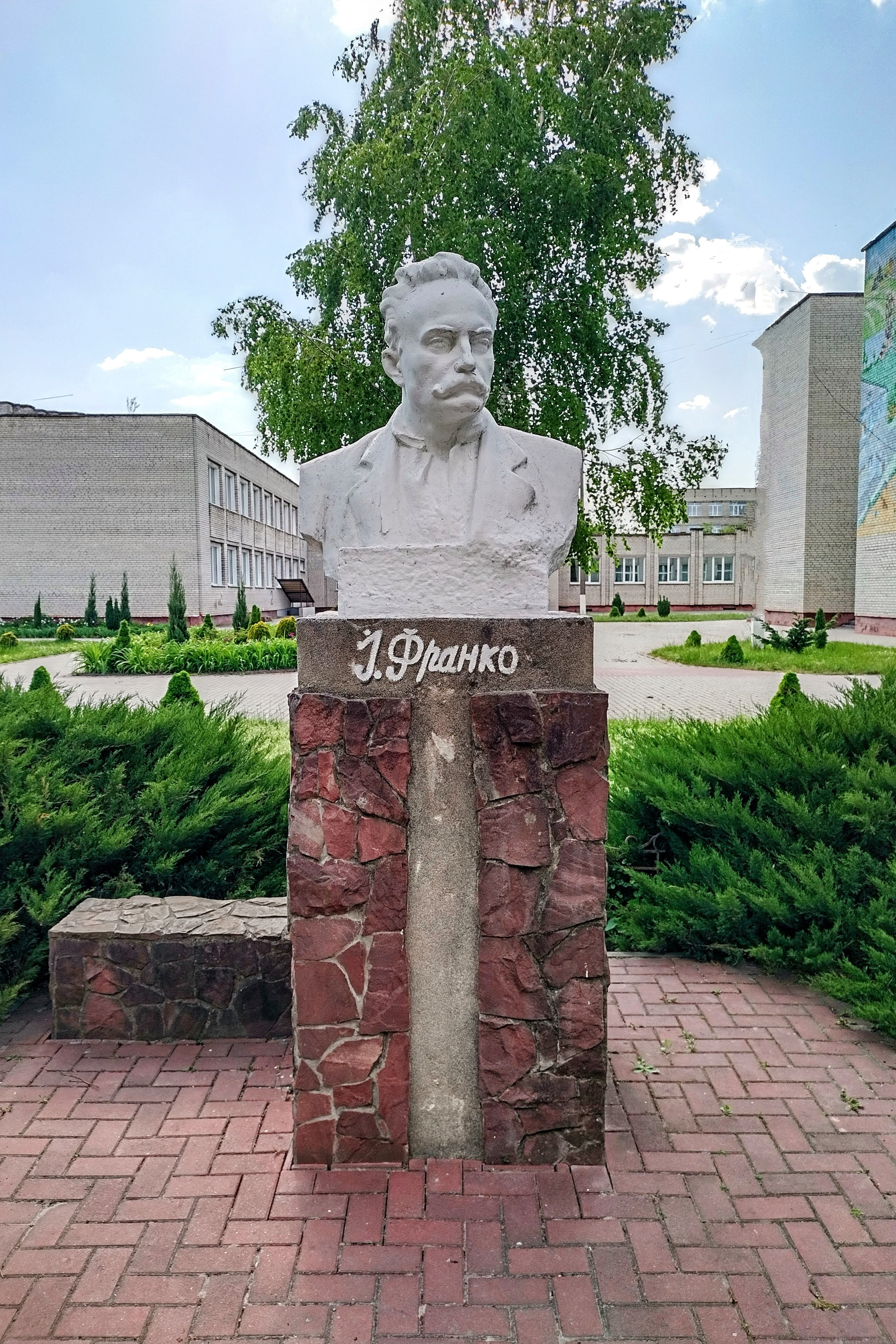
Добротвір. Пам'ятник-погруддя Іванові Франку встановлено біля Добротвірської загальноосвітньої школи.   - Погруддя Івану Франку в Добротворі
- Дрогобич. Пам'ятник Франкові у Дрогобичі встановлений 1966 року. Автори — скульптори Еммануїл Мисько, Василь Одрехівський, Яків Чайка, архітектори Ярослав Новаківський та Анатолій Консулов[4][5].

Пам'ятник Іванові Франку у Дрогобичі

- Івано-Франкове. Погруддя І. Франку встановлено між Церквою Святого князя Володимира та Музеєм художніх ремесел Яворівщини.

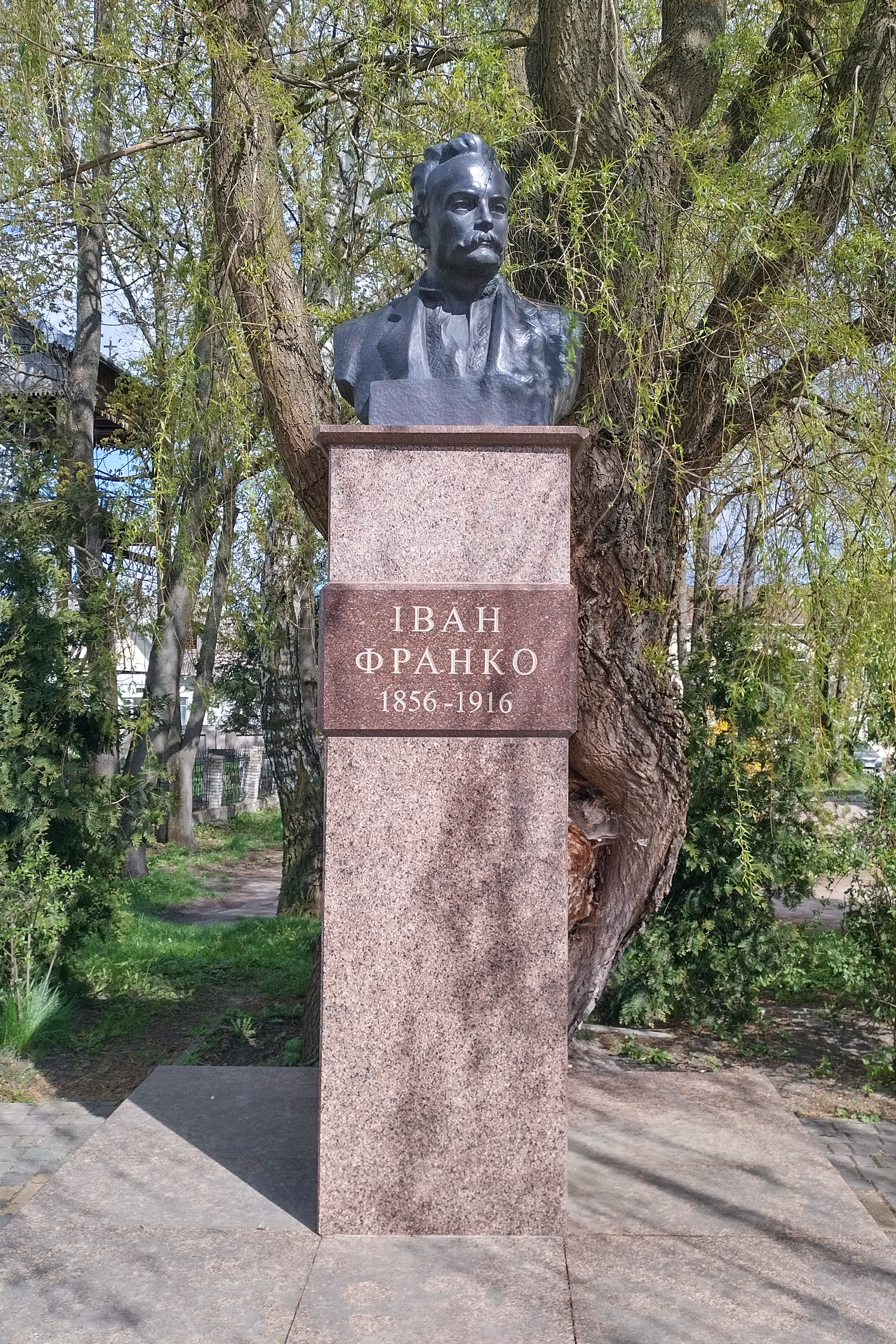
Погруддя Івану Франку у Івано-Франково

- Кам'янка-Бузька. Погруддя І. Франку встановлено на території ЗОШ № 1.
- Корчин (Сколівський район).

Лішня (Дрогобицький район). Бронзовий пам'ятник встановлений 1981 року біля сільської школи, автори - скульптор Й. Садовський та архітектор І. Француз.   - Пам'ятник Іванові Франку у с. Лішня

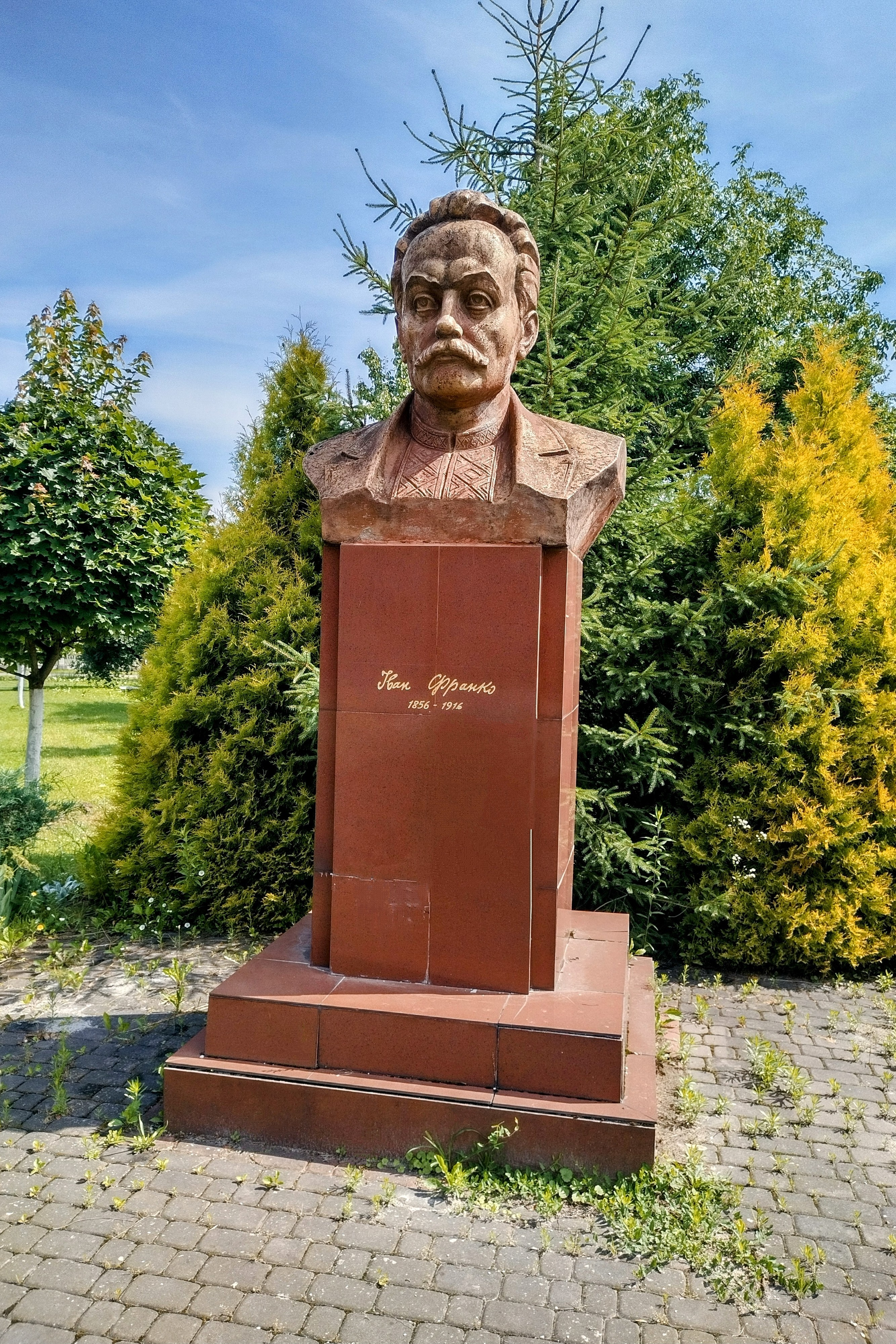
Мшана (Львівський район). Пам'ятник-погруддя Іванові Франку встановлено на однойменній вулиці.   - Погруддя Івану Франку в селі Мшана
- Нагуєвичі (Дрогобицький район). У Нагуєвичах — селі, де Іван Франко народився й провів дитинство, 2 пам'ятника йому:

1. Погруддя (скульптор Є. Дзиндра, 1981, бронза)
2. Сучасний повнофігурний пам'ятник (скульптор Е. Мисько, архітектор С. Мигаль, 1986, бронза, мармурова крихта)# Сучасний повнофігурний пам'ятник (скульптор Е. Мисько, архітектор С. Мигаль, 1986, бронза, мармурова крихта)# Сучасний повнофігурний пам'ятник (скульптор Е. Мисько, архітектор С. Мигаль, 1986, бронза, мармурова крихта)

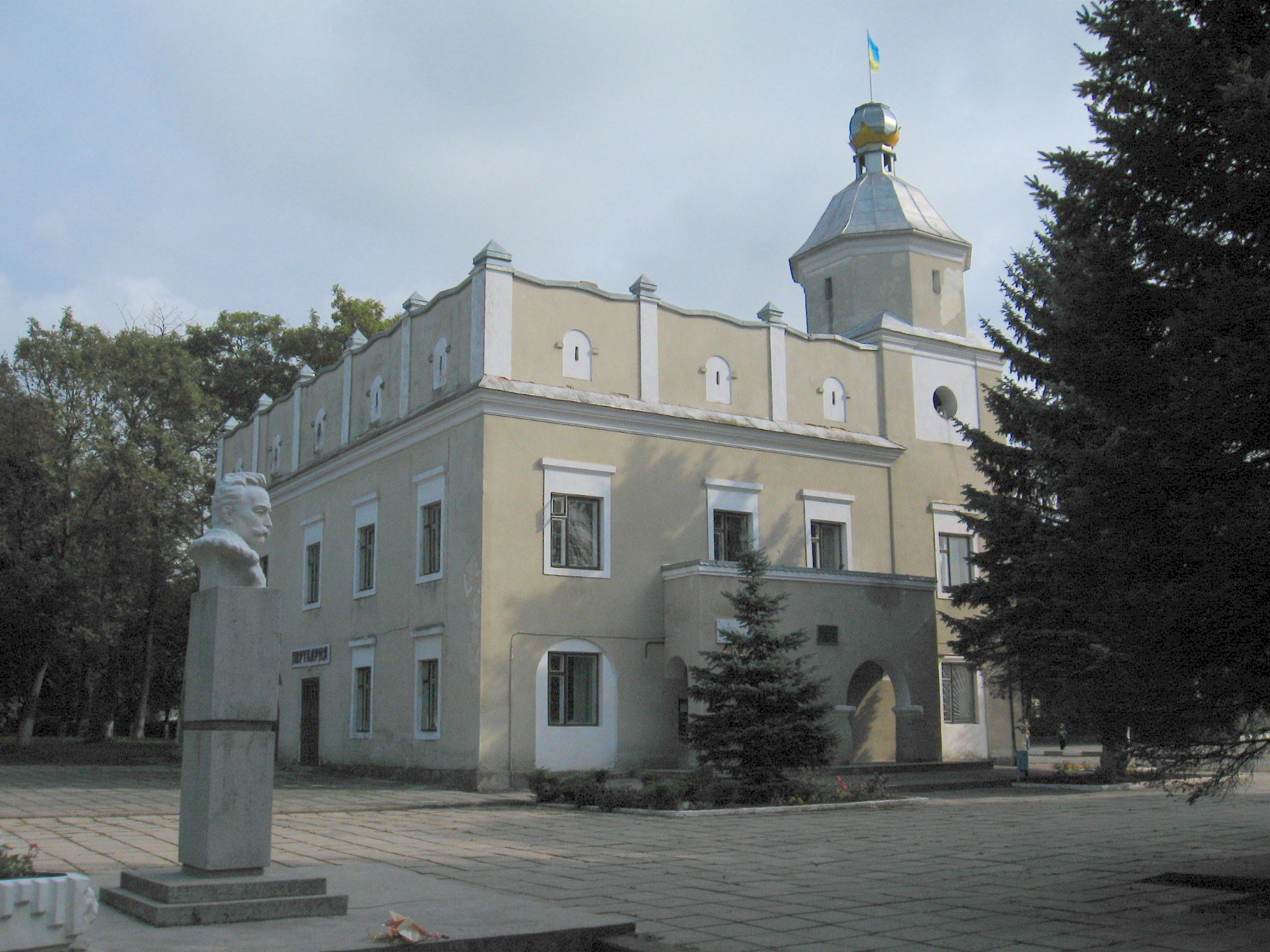
Пам'ятник Франку в місті Рудки, поруч з ратушею.

- Самбір. Пам'ятник Івана Франка в Самборі — бетонне погруддя, виготовлене 1956 року на Львівській скульптурній фабриці, спочатку був встановлений при вході в парк від вулиці Франка. 28 жовтня 1996 року встановлено на площі Івана Франка (тоді бульвар ім. 750-ліття Самбора)[6].

Пам'ятник Франкові в Самборі

- Стрий. У Стрию є три пам'ятники Франкові:

1. Пам'ятник «Будителям», де в одному монументі об'єднали постаті найславетніших українських класиків-літераторів — Тарасові Шевченку, Іванові Франку та Лесі Українці. Встановлено на майдані Незалежності 24 серпня 1995 р. Скульптори - Василь та Володимир Одрехівські, матеріал - бронза.
2. Погруддя на вулиці О. Бобикевича, біля будинку працівників освіти. Встановлений 28 травня 1986 без дозволу столичної та місцевої влади. Автор — скульптор Яків Чайка, матеріал - бронза.
3. Пам'ятник Івану Франку на вул. Г. Коссака, біля середньої школи № 3. Бронзове погруддя встановлене 27 серпня або 1 вересня 1986, автори — скульптори Василь і Володимир Одрехівські, архітектор Володимир Блюсюк.

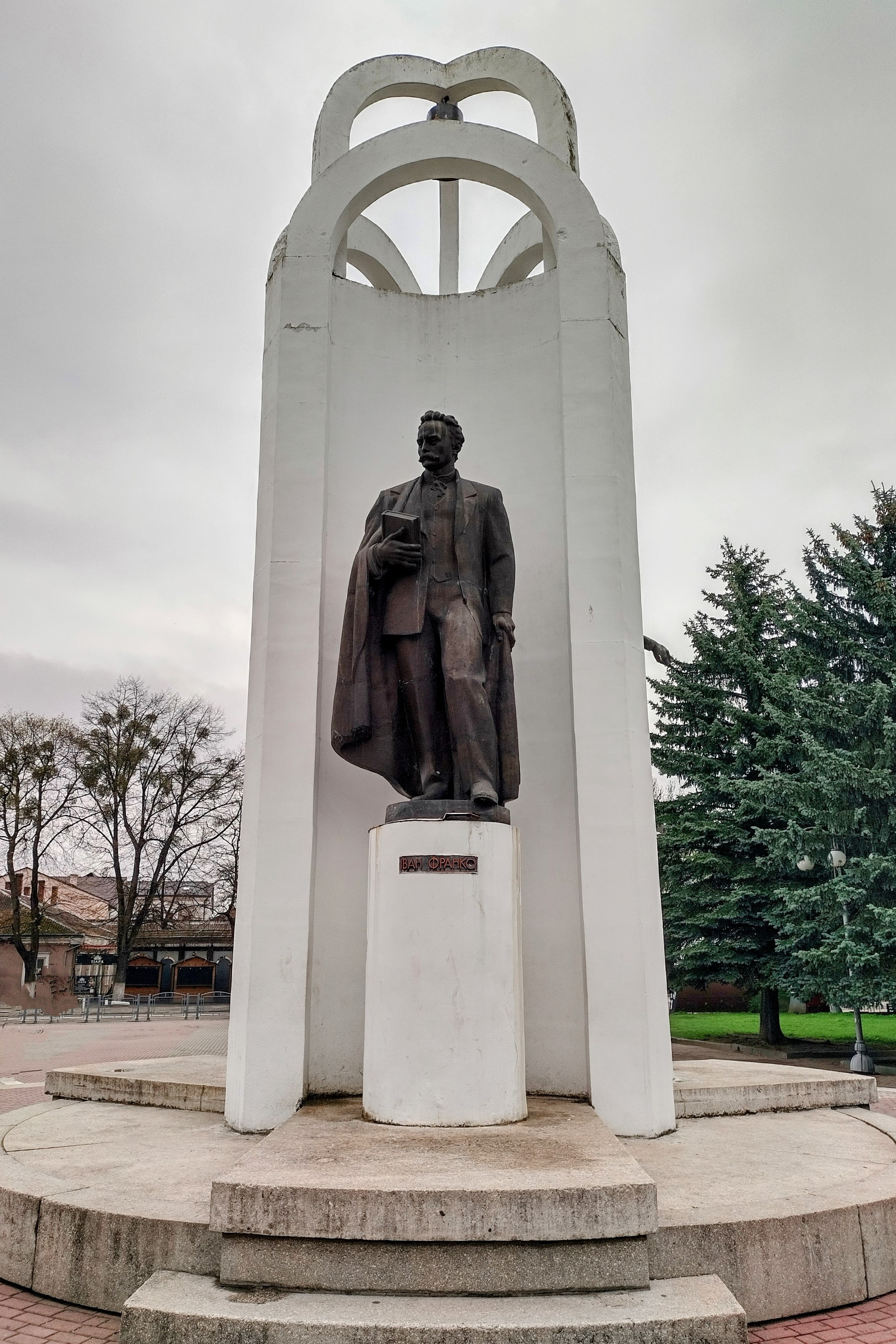
Пам'ятник "Будителям" Іван Франко
Пам'ятник на вулиці О. Бобикевича

- Угерсько (Стрийський район). Пам'ятник «Єдність» Іванові Франку і Тарасу Шевченку встановлено у 1989 році. Автори - скульптор В. Одрехівський, архітектор О. Кикта. Матеріал - лабрадорит, бронза.

Пам'ятник Тарасові Шевченку та Іванові Франку «Єдність»

- Чертіж (Жидачівський район). Пам'ятник встановлено 1989 року. Скульптор Ярослав Скакун, архітектор Василь Каменщик.[7]

### Миколаївська область
- Миколаїв

### Одеська область
- Одеса. Перший на Півдні держави пам'ятник Іванові Франку встановлений з ініціативи Управління культури обласної державної адміністрації та одеської міської влади урочисто відкрито 7 грудня 2006 року на Олександрівському проспекті. Автори пам'ятника — скульптор Борис Румянцев та архітектор Микита Румянцев[8].

Повнофігурний пам'ятник у центрі Одеси.

### Тернопільська область
- Тернопіль. Пам'ятник встановлений 1995 року на місці колишнього будинку гімназії № 1 у сквері на вулиці гетьмана Сагайдачного.

- Борщів. Пам'ятник Франку в місті Борщеві був встановлений 1983 року.

- Збараж. Пам'ятник Іванові Франку в Збаражі встановлений в листопаді 1992 року, автор — скульптор В. Одрехівський[9]

Пам'ятник Іванові Франку в Збаражі.

- Теребовля. Теребовлянський пам'ятник Каменяру — погруддя авторства В. Одрехівського був встановлений у 1999 році.

Пам'ятник Іванові Франку в Теребовлі.

- Купчинці (Козівський район)

Пам'ятник встановлений 1970 року, скульптор Іван Гончар, архітектор Борис Гаврилюк.

Погруддя Франка в Купчинцях.

- Лисівці (Заліщицький район). Пам'ятник Іванові Франку в Лисівцях встановлений 1967 року.

- Покропивна (Козівський район). Погруддя Івана Франка встановлене 1976 року.

Погруддя Івана Франка в Покропивній.

### Харківська область
- Харків

Меморіальна дошка на вул. Університетська.

### Хмельницька область
- Хмельницький. Пам'ятник-погруддя відкрито в серпні 2007 року. Автор — скульптор М. Лисенко.

Пам'ятник-погруддя Іванові Франку в Хмельницькому.
Фігура письменника зблизька.

## Світ

### Австрія
- Відень

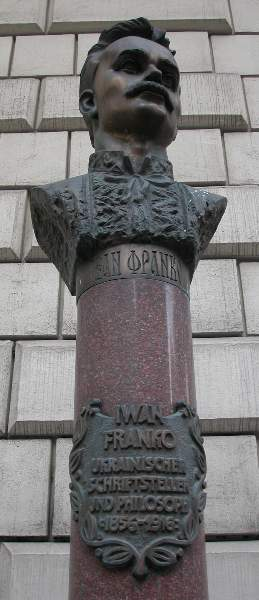
Пам'ятник-погруддя Івану Франкові в середмісті Відня.
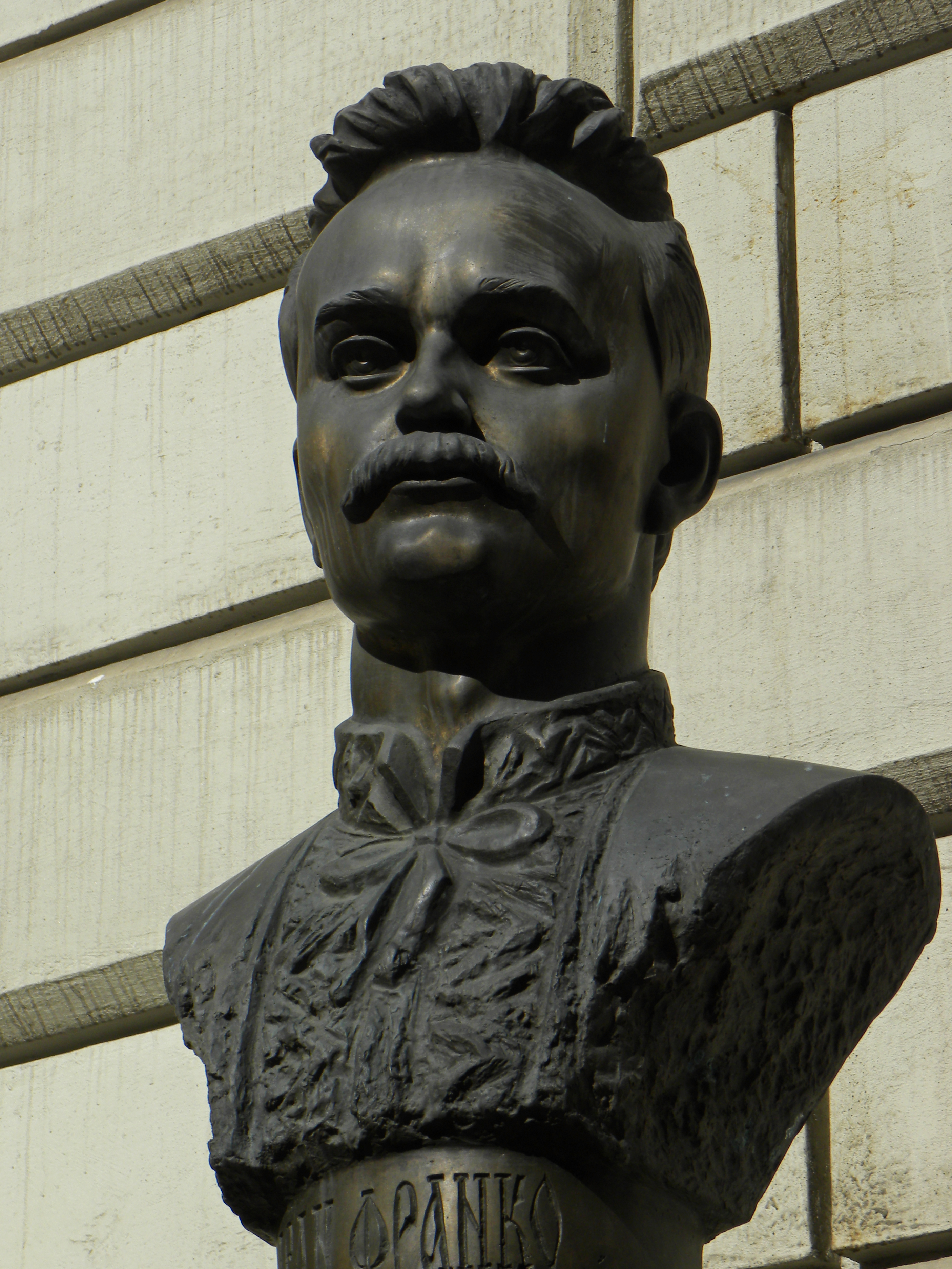
Деталь пам'ятника-погруддя
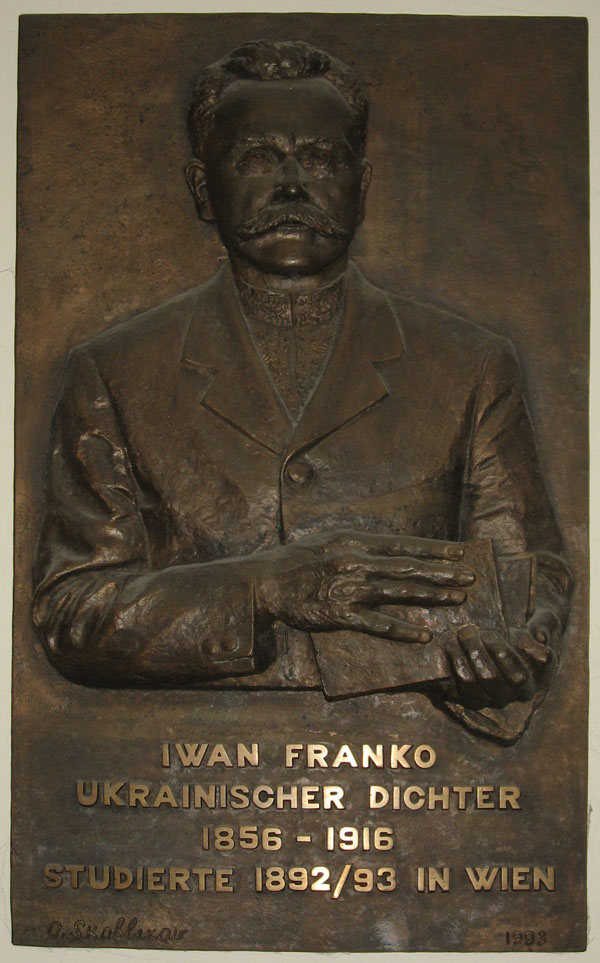
Пам'ятна дошка у вестибюлі Віденського університету

### Хорватія
- Липик

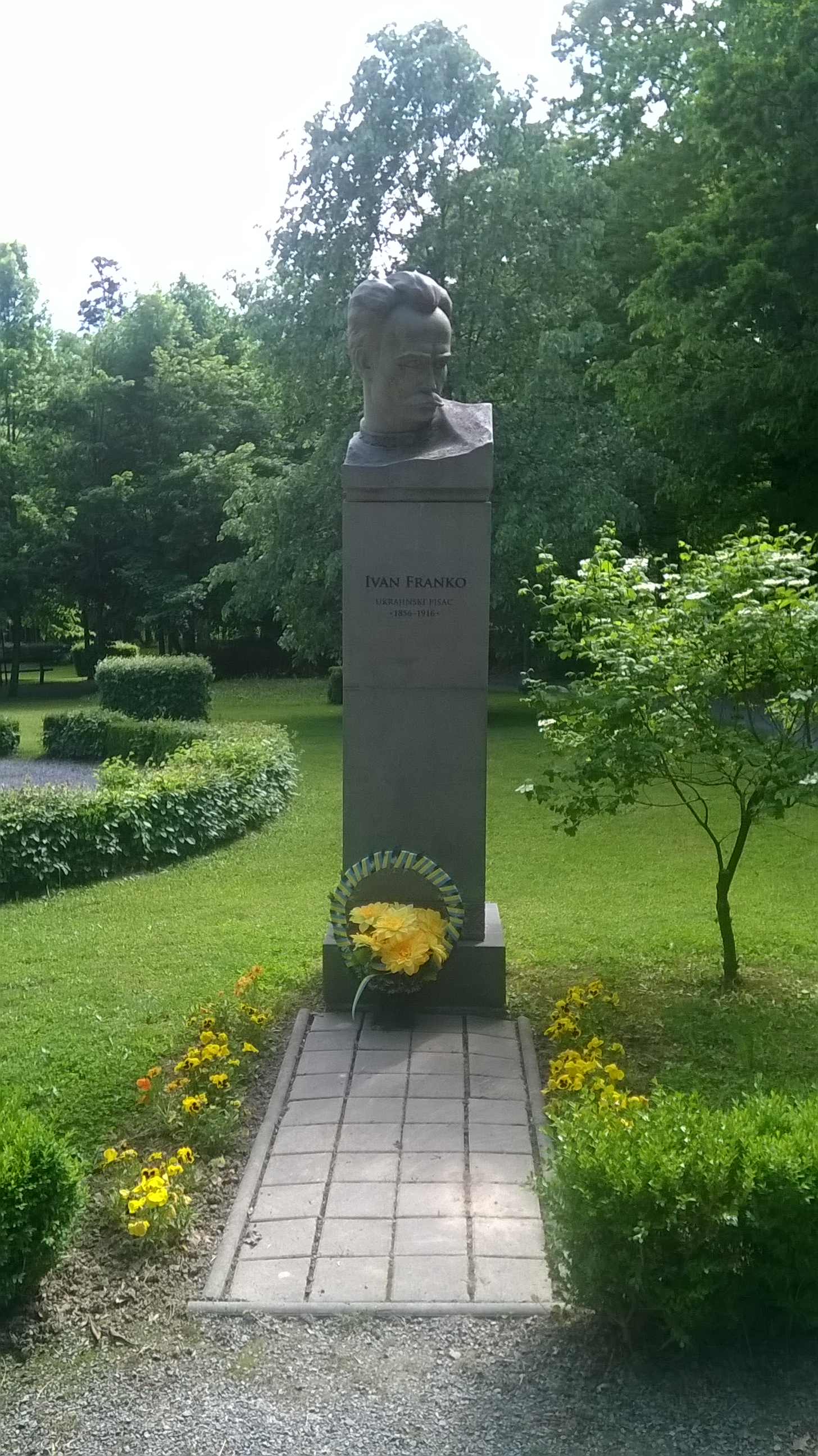
Пам'ятник-погруддя Івану Франку в Липику.

### Чехія
- Прага

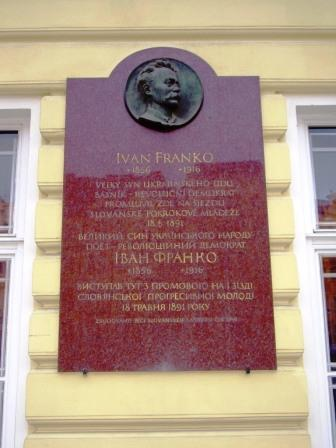
Меморіальна дошка в Празі.

### Канада
- Вінніпег. Пам'ятник відкрито у 1956 році. Автор — скульптор Анатолій Ігнащенко.
- Торонто. Пам'ятник відкрито у 1992 році. Автор — скульптор Петро Кулик. Фото пам'ятника [Архівовано 15 липня 2015 у Wayback Machine.]